# دوغ وايس
دوغ وايس (بالإنجليزية: Doug Weiss)‏ هو لاعب هوكي الجليد أمريكي، ولد في 1965 في غرينفيلد في الولايات المتحدة.

## وصلات خارجية
- دوغ وايس على موقع EliteProspects.com (الإنجليزية)
- دوغ وايس على موقع Eurohockey.com (الإنجليزية)
- دوغ وايس على موقع HockeyDB.com (الإنجليزية)